# Солонцівська сільська рада (Олешківський район)
Солонці́вська сільська́ ра́да — адміністративно-територіальна одиниця та орган місцевого самоврядування в Олешківському районі Херсонської області. Адміністративний центр — село Солонці.

## Загальні відомості
- Територія ради: 69,293 км²
- Населення ради: 1 203 особи (станом на 2001 рік)

За даними перепису населення 2001 р. на території Солонцівської сільської ради проживало:
- українців — 94 %
- єзидів — 4 %
- росіян — 1 %
- інших національностей — 1 %.

На Олешківщину, зокрема в село Солонці єзиди почали переселятись у 80 — 90 рр. ХХ ст. з Вірменії після Спітакського землетрусу. Майже всі вихидці з єреванського
району Масіс.

## Населені пункти
Сільській раді підпорядковані населені пункти:
- с. Солонці
- с-ще Підлісне

## Склад ради
Рада складається з 16 депутатів та голови.
- Голова ради: Зорін Валерій Миколайович
- Секретар ради: Крамаренко Вікторія Володимирівна

### Керівний склад попередніх скликань
| Прізвище, ім'я, по батькові | Основні відомості                                                 | Дата обрання | Дата звільнення |
| --------------------------- | ----------------------------------------------------------------- | ------------ | --------------- |
| Зорін Валерій Миколайович   | Сільський голова, 1973 року народження, освіта вища, безпартійний | 26.03.2006   | 31.10.2010      |
| Зорін Валерій Миколайович   | Сільський голова, 1973 року народження, освіта вища, безпартійний | 31.10.2010   |                 |

Примітка: таблиця складена за даними сайту Верховної Ради України

### Депутати
За результатами місцевих виборів 2010 року депутатами ради стали:

#### За суб'єктами висування
| Суб'єкт висування | Кількість обраних депутатів | %    |
| ----------------- | --------------------------- | ---- |
| Самовисування     | 9                           | 56,3 |
| Партія регіонів   | 5                           | 31,3 |
| Єдиний Центр      | 1                           | 6,3  |
| Народна партія    | 1                           | 6,3  |

#### За округами
| № округу        | Прізвище, ім'я, по батькові       | Дата визнання обраним | Освіта             | Партійна приналежність | Відомості про обраного депутата                                |
| --------------- | --------------------------------- | --------------------- | ------------------ | ---------------------- | -------------------------------------------------------------- |
| Єдиний Центр    |                                   |                       |                    |                        |                                                                |
| 6               | Ложкін Олександр Миколайович      | 03.11.2010            | середня            | член Єдиного Центру    | ВАТ «Цюрупинське», тракторист                                  |
| Народна Партія  |                                   |                       |                    |                        |                                                                |
| 14              | Гуща Леонід Миколайович           | 03.11.2010            | середня            | член Народної партії   | Олешківське лісо-мисливське господарство, старший майстер лісу |
| Партія регіонів |                                   |                       |                    |                        |                                                                |
| 1               | Котова Ольга Миколаївна           | 03.11.2010            | середня            | член Партії регіонів   | Солонцівський Будинок культури, директор                       |
| 2               | Огарь Віктор Іванович             | 03.11.2010            | середня            | позапартійний          | в/ч А1836 м. Олешки, слюсар                                    |
| 5               | Ложкіна Ніна Миколаївна           | 10.01.2011            | середня            | член Партії регіонів   | пенсіонер                                                      |
| 13              | Йорж Сергій Віталійович           | 10.01.2011            | середня            | член Партії регіонів   | приватний підприємець                                          |
| 15              | Тарасова Наталія Миколаївна       | 03.11.2010            | середня            | член Партії регіонів   | Цюрупинська ЦРЛ, медична сестра                                |
| Самовисування   |                                   |                       |                    |                        |                                                                |
| 3               | Петров Георгій Миколайович        | 03.11.2010            | середня            | позапартійний          | МВС спеціальний підрозділ судової міліції Грифор, міліціонер   |
| 4               | Граділь Ольга Василівна           | 03.11.2010            | середня            | позапартійна           | пенсіонер                                                      |
| 7               | Григоров Ігор Володимирович       | 03.11.2010            | вища               | позапартійний          | ТОВ Цюрупинська ТЕЦ, заступник головного енергетика            |
| 8               | Істомин Микола Петрович           | 03.11.2010            | середня            | позапартійний          | тимчасово не працює                                            |
| 9               | Солдатова Наталля Миколаївна      | 03.11.2010            | середня            | позапартійна           | тимчасово не працює                                            |
| 10              | Мунтян Лариса Валентинівна        | 03.11.2010            | вища               | позапартійна           | тимчасово не працює                                            |
| 11              | Сирота Олексій Іванович           | 03.11.2010            | середня спеціальна | позапартійний          | тимчасово не працює                                            |
| 12              | Сирота Сергій Володимирович       | 03.11.2010            | середня            | позапартійний          | Приватна готельно- сервісна фірма «Автосвіт», охоронець        |
| 16              | Крамаренко Вікторія Володимирівна | 03.11.2010            | вища               | позапартійна           | Солонцівська сільська рада, секретар                           |

## Населення
Згідно з переписом УРСР 1989 року чисельність наявного населення сільської ради становила 1159 осіб, з яких 559 чоловіків та 600 жінок.
За переписом населення України 2001 року в сільській раді мешкало 1200 осіб.

### Мова
Розподіл населення за рідною мовою за даними перепису 2001 року:
| Мова       | Відсоток |
| ---------- | -------- |
| українська | 92,19 %  |
| російська  | 4,90 %   |
| вірменська | 2,58 %   |
| білоруська | 0,17 %   |